# Microstigmàtids
Els microstigmàtids (Microstigmatidae) són una petita família d'aranyes migalomorfes. Fou descrita per primera vegada per C. F. Roewer l'any 1942.
Són una petita família d'aranyes amb 7 gèneres i 30 espècies. És una família relativament nova que ha sofert diversos canvis en la seva classificació taxonòmica. Com a grup propi, una part té l'origen en exemplars de la família Dipluridae de la que en va formar part fins al 1981, i conjuntament amb la subfamília Pseudonemesiinae, que estava inclosa dins la família Ctenizidae, es va formar la nova família Microstigmatidae.
Són de mida petita, que corren pel terres fent vida lliure i que fan poc ús de la seda. El gènere Microstigmata és propi de Sud-àfrica, i els altres de Sud-amèrica i Panamà.

## Sistemàtica
Segons el World Spider Catalog amb data de 30 de gener de 2019 hi ha reconegudes les següents espècies:
- Envia Ott & Höfer, 2003[3]
- Micromygale Platnick & Forster, 1982
- Microstigmata Strand, 1932
- Ministigmata Raven & Platnick, 1981
- Pseudonemesia Caporiacco, 1955
- Spelocteniza Gertsch, 1982
- Tonton Passanha, Cizauskas & Brescovit, 2019
- Xenonemesia Goloboff, 1989

### Fòssils
Segons el World Spider Catalog versió 19.0 (2018), existeixen els següents gèneres fòssils:
- †Parvomygale Wunderlich, 2004